# Tryckteknik

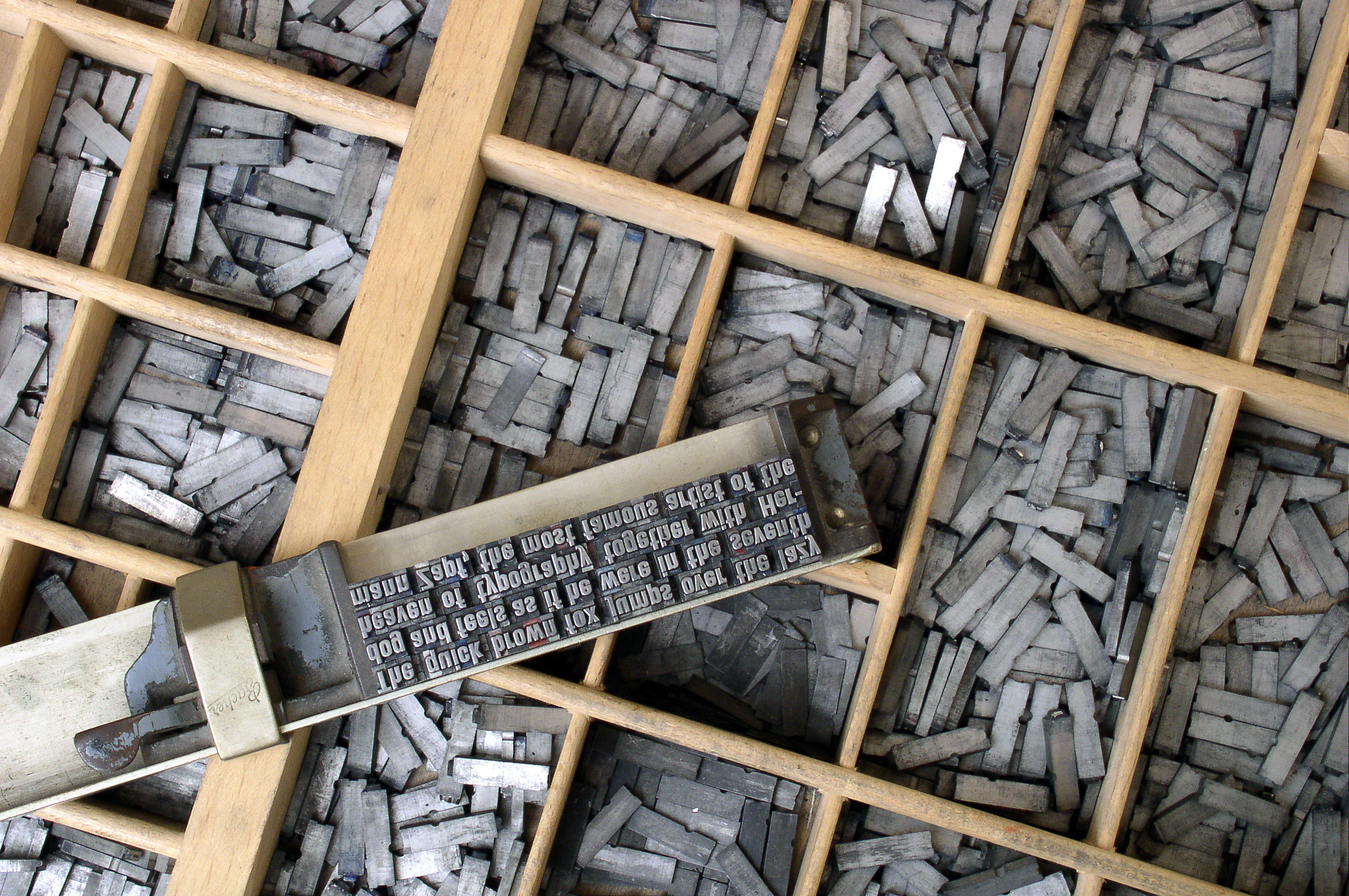
Löstagbara metalltyper hämtas från en kast och plockas ihop i en sätthake.

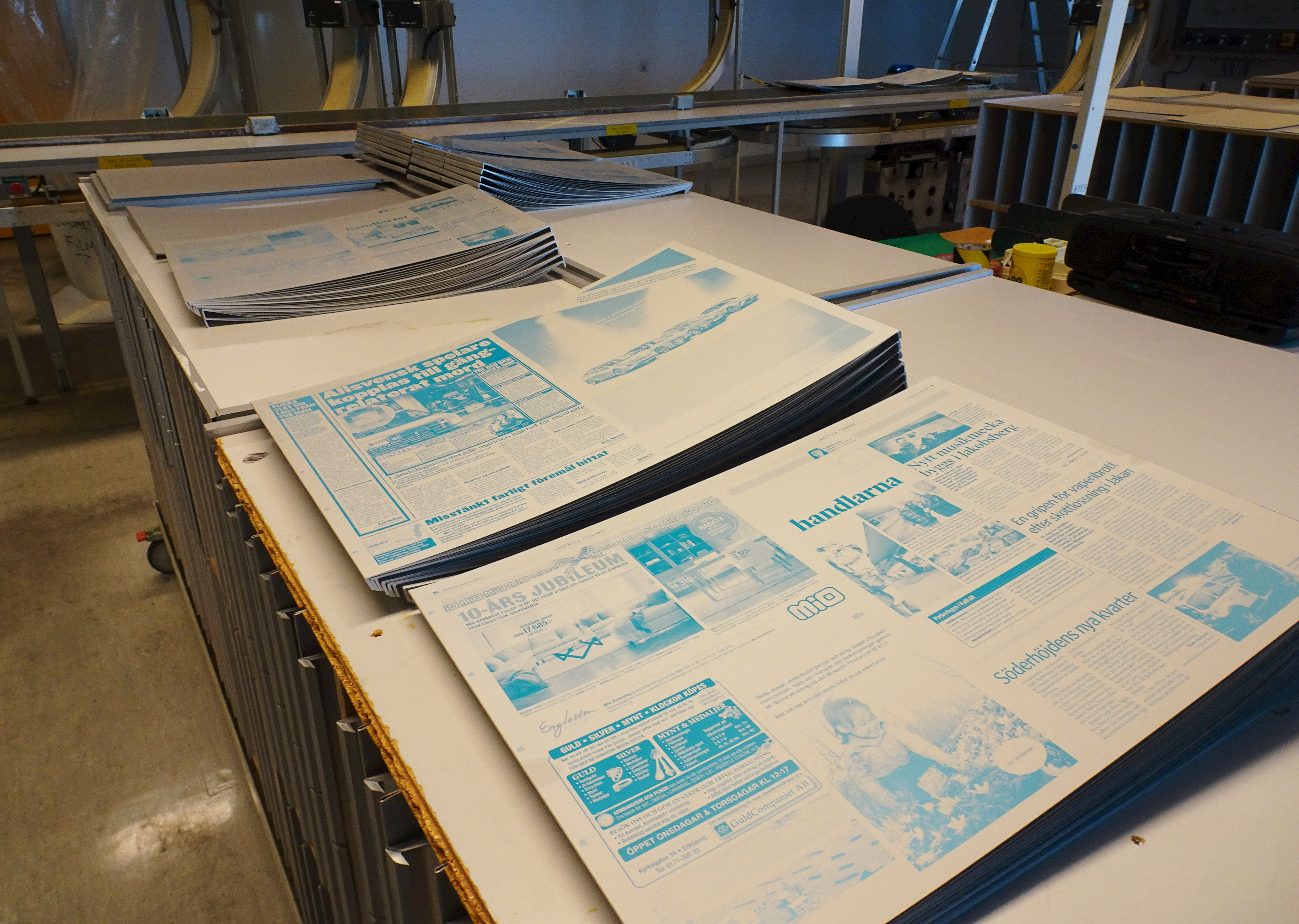
Moderna tryckplåtar för offsettryck.

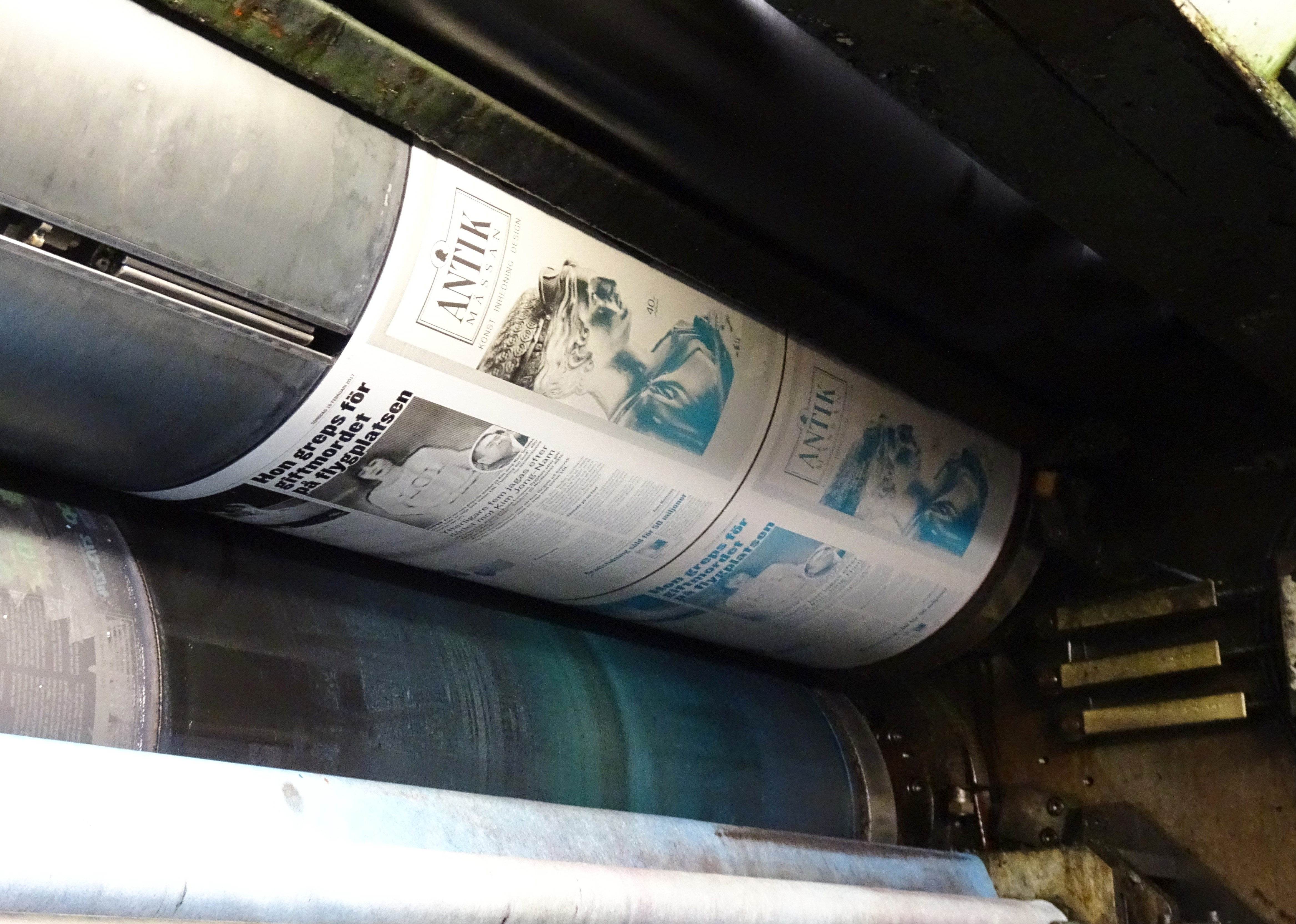
En tidningssida i en tryckpress.

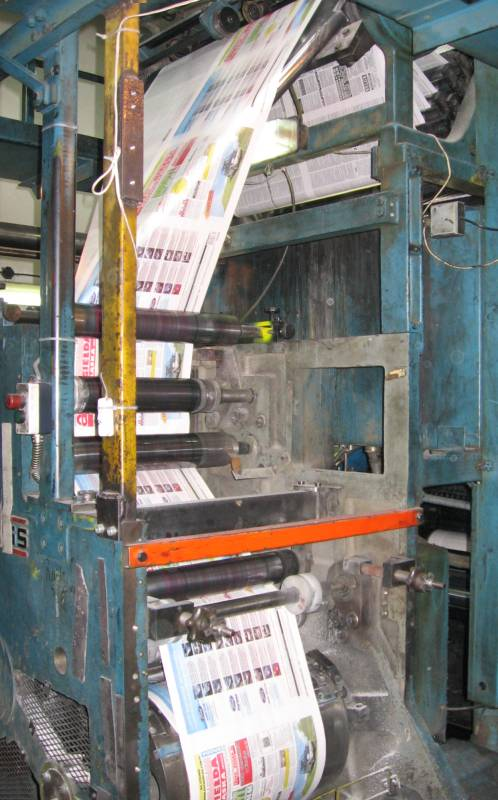
Tryckpress för offsettryck

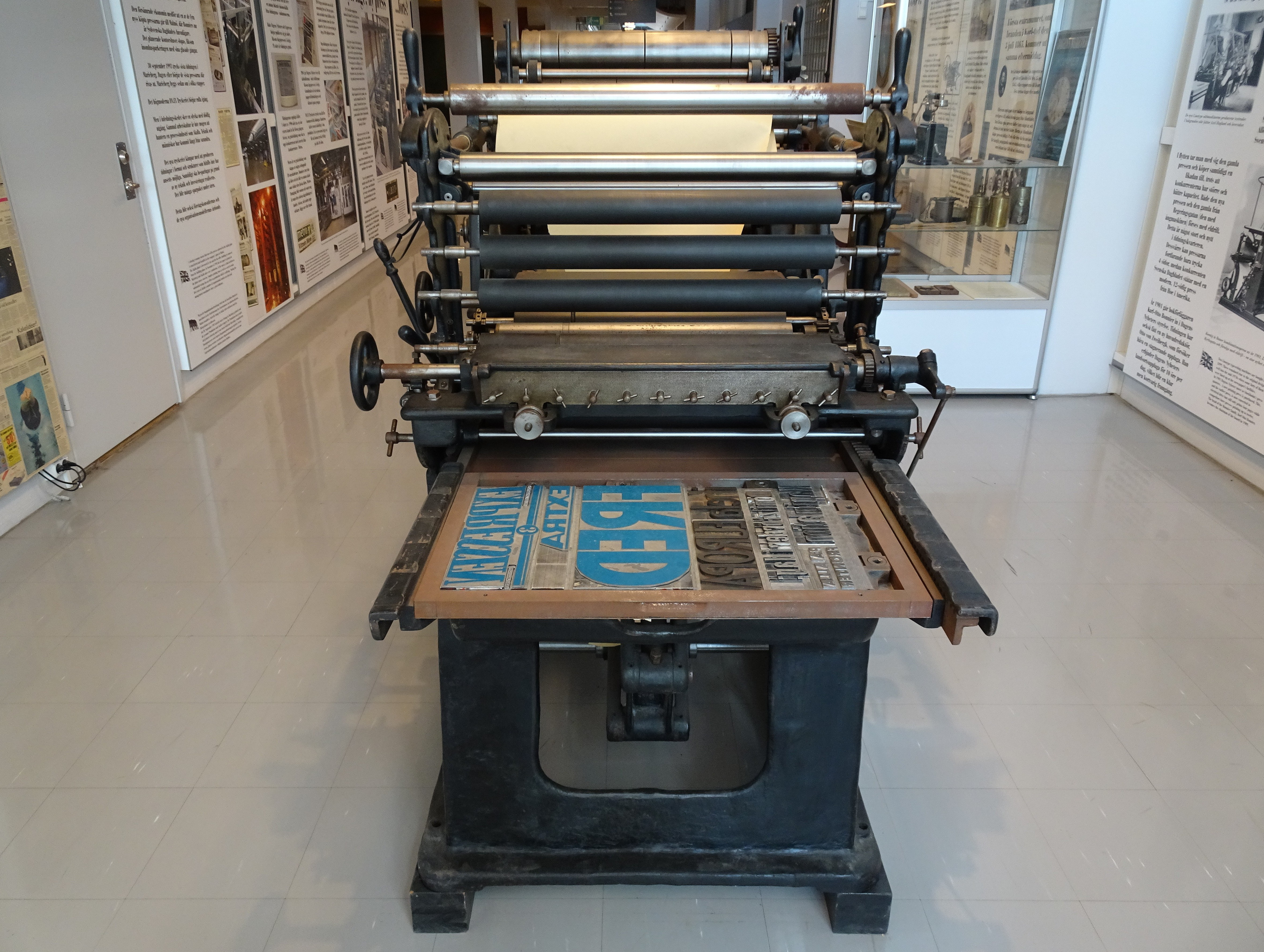
Löpsedelpress med Expressens löpsedel från den 7 maj 1945: "FRED i hela Europa".

Tryck är ett sätt att applicera ett mönster på ett vanligtvis plant underlag, vanligen papper eller textil.

## Principer för tryckning
De tekniker eller principer som används för att framställa tryckt material kan i huvudsak indelas i två grupper, efter huruvida tekniken använder en tryckform eller ej:
- Tryckformsbaserade trycktekniker – tekniker som använder en fysisk, statisk tryckform som bygger upp tryckbilden som når substratet, till exempel en tryckplåt som i offset, en graverad kopparplåt som i kopparstick, en finmaskig duk med härdad emulsion som i silkscreen.
- Icke-tryckformsbaserade trycktekniker – tekniker som inte använder en fysisk, statisk tryckform. Hit hör digitaltryckstekniker, såsom inkjet (bläckstråle) och xerografi (elektrografi).

Inom gruppen tryckformsbaserade trycktekniker finns i huvudsak fyra undergrupper, som utgår ifrån tryckformens princip:
- Högtryck – använder en tryckform där de tryckande ytorna är upphöjda från de icke-tryckande ytorna, som en stämpel. Hit hör till exempel flexografi och boktryck inom industriell tryckteknik, och träsnitt och linoleumsnitt inom konsttryck.
- Djuptryck – där de tryckande ytorna består av försänkningar i tryckformen. Hit hör till exempel djuptryck inom industriell produktion, och kopparstick inom konsttryck.
- Plantryck eller yttryck[2] – där de tryckande och icke-tryckande ytorna skiljs åt tack vare ytornas olika kemiska egenskaper (att den tryckande ytan attraherar tryckfärg och den icke-tryckande ytan stöter bort tryckfärg) och inte genom nivåskillnader. Hit hör litografisk offset och stenlitografi.
- Genomtryck – använder en tryckform som släpper igenom färg genom de tryckande ytorna och hindrar färg från att nå substratet vid de icke-tryckande ytorna, som en schablon eller stencil. Hit hör bl.a. silkscreen (serigrafi) och risografi.

## Historia
Tryckteknik används framför allt för att tillverka skriftligt material som tidningar och böcker, se boktryckarkonst.
Tryckteknik i sin enklaste mening förekommer redan bland de äldsta keramiska föremålen, där såväl snören, benbitar, snäckskal med mera pressats in i godset. Så snart skriftkonsten uppkom har även skurna bokstäver pressats in på liknande sätt. Ett av de äldsta exemplen torde vara den så kallade Faistosdisken funnen på Kreta från 1000-talet f. Kr. (det är dock ifrågasatt om detta verkligen är skrivtecken).
I Kina började man trycka tyger med trätrycksstockar på 200-talet, men inte heller detta fick någon större spridning utanför Kina. Den praktiska funktionen av dessa trycktekniker var ganska begränsat. Däremot hade man i Kina på 100-talet uppfunnit pappret, och redan på 800-talet tryckte man texter på papper i Kina. Bristen på köpare av massproducerade alster gjorde behovet ganska begränsat, men det invecklade kinesiska skrivsättet och den stora statsapparaten gjorde ändå behovet av tryck ganska stort.
Araberna uppfann på 700-talet tekniken att tillverka papper av linnelump och denna spred sig under början av medeltiden till Europa. Tryckteknikerna kom dock dröja med sitt genombrott, först på 1400-talet slår de båda teknikerna kopparstick och träsnitt igenom. Båda teknikerna är äldre i Europa än den egentliga boktryckarkonsten med blytyper, och många de tidiga boktryckaralstren trycktes för övrigt på pergament. Träsnitt kom att bli den billigare av de båda teknikerna, i början gjorde papprets kostnad att tekniken inte spreds i någon större omfattning, men med allt lägre papperspriser kom träsnitten under 1700- och 1800-talen att bli allt vanligare hos gemene man. Kopparsticket var den dyraste tekniken, men tillät större detaljrikedom. Den användes som huvudsaklig illustrationsteknik i praktverk fram till modernare teknikers genombrott på 1800-talet. Som konstframställningsmetod lever den kvar in i våra dagar.
På 1500-talet uppfanns även etsningen, i första hand inte tänkt att användas för att framställa tryckplåtar utan för gravering av metaller, senare även glas, men kom även att användas för framställning av tryckplåtar. Den fick främst en rent konstnärlig användning, men brukades även för bokillustrationer. På 1600-talet började man trycka tyger med träsnitt i Europa och Asien, och från 1700-talet började man även trycka kopparstick. De tryckta bomullstextilierna fick sedan på 1700-talet stor spridning över hela den "moderna världen". På 1700-talet började man även experimentera med tryckta porslinsdekorationer. Från slutet av 1700-talet vann de engelska tryckta flintgodsserviserna snabbt popularitet.
1775 uppfanns trägravyren, som innebar att ett hårt träslag polerades och graverades på samma sätt som en kopparplåt i kopparsticket. Till en början var användningen ganska sparsam, men på 1800-talet slog den snabbt igenom som tryckteknik. Den kombinerade kopparstickets möjlighet till detaljskärpa med träsnittets låga pris och dominerade fram till 1800-talet sista år.
1796 uppfanns även litografin, som snabbt blev en populär tryckteknik. Det var emellertid först med den moderna färglitografins uppfinnande 1837 som litografin snabbt blev en populär illustrationsteknik. Tidigare hade man fått handkolorera kopparstick eller träsnitt för att få färgade tryckta bilder. Den färglitografiska tekniken utvecklades och förbättrades under 1800-talets sista år, så att den även kunde användas på andra material, och gav upphov till explosion av tryckta plåtförpackningar runt sekelskiftet 1900. Litografisk tryckta plåtleksaker blev ett annat viktigt användningsområde för tekniken.
1820 uppfinns stålsticket. Det användes till en början främst för bokillustrationer, men slog snabbt igenom för tryck med behov av högre detaljskärpa, där kopparsticket tidigare dominerat, som sedlar och senare frimärken. 1843 uppfanns rotationspressen, som gjorde tryckning i större upplagor möjlig.